# Cimetière de Komarovo
Le cimetière de Komarovo se trouve à Komarovo, petite commune balnéaire sous la juridiction de Saint-Pétersbourg, à 45 km de celle-ci et à un kilomètre du lac Chtchoutchié. Le cimetière a été ouvert dans les années 1910, mais ne comprenait qu'une quinzaine de tombes jusqu'en 1944. La tombe la plus anciennement conservée est celle du compositeur V. Savinski, enterré en 1915. Le cimetière est devenu à partir des années 1950 un cimetière où sont inhumées, outre les dépouilles des habitants de la commune, celles de personnalités de l'intelligentsia, des sciences, et du monde des arts et des lettres, la plus célèbre étant la poétesse Anna Akhmatova (1889-1966).
Une partie du cimetière est inscrite au patrimoine historique fédéral.

## Personnalités inhumées au cimetière de Komarovo
- Anna Akhmatova, poétesse
- Mikhaïl Alexeïev, académicien et spécialiste de littérature européenne
- Natan Altman, peintre
- Victor Aristov, réalisateur et scénariste
- Veniamine Basner, compositeur
- Grigori Beï-Bienko, entomologiste
- Vladimir Chichmariov, romaniste et spécialiste de la langue d'oc et du provençal
- Ivan Efremov, écrivain et paléontologue
- Vladimir Fock, physicien
- Edith Hafferberg, ethnologue
- Vladimir Gaïdarov, acteur
- Guennadi Gor, écrivain
- Viktor Jirmounsky, linguiste, historien de la littérature
- Iossif Kheifitz, cinéaste
- Nadejda Kocheverova, cinéaste
- Sergueï Kouriokhine, compositeur hard rock, fondateur et membre du groupe Pop-Mkhanika
- Andreï Krasko, acteur
- Dmitri Likhatchov, philologue
- Ivan Melentiev, acteur
- Vera Panova, écrivain
- Victor Reznikov, auteur-compositeur de chansons
- Iouri Rytkheou, homme de lettres tchouktche, écrivant en langue tchouktche et en langue russe
- Alexandre Samokhvalov, peintre et graphiste
- Vladimir Smirnov, mathématicien
- Viktor Sotchava, géographe et botaniste
- Viktor Tregoubovitch, réalisateur
- Solomon Vogelsohn, poète
- Alexandre Volodine, dramaturge